# 雷地区拉贝尔讷里
雷地区拉贝尔讷里（法語：La Bernerie-en-Retz，法語發音：[la bɛʁnəʁi ɑ̃ ʁɛ]）是法国大西洋卢瓦尔省的一个市镇，属于圣纳泽尔区。

## 地理
雷地区拉贝尔讷里（47°4'53"N, 2°2'15"W）面积6.09 平方千米，位于法国卢瓦尔河地区大区大西洋卢瓦尔省，该省份为法国西北部沿海省份，位于布列塔尼半岛东南部，北起伊勒-维莱讷省，西北接莫尔比昂省，西临大西洋，南至旺代省，东临曼恩-卢瓦尔省。
与雷地区拉贝尔讷里接壤的市镇（或旧市镇、城区）包括：雷地区莱穆捷、波尔尼克。

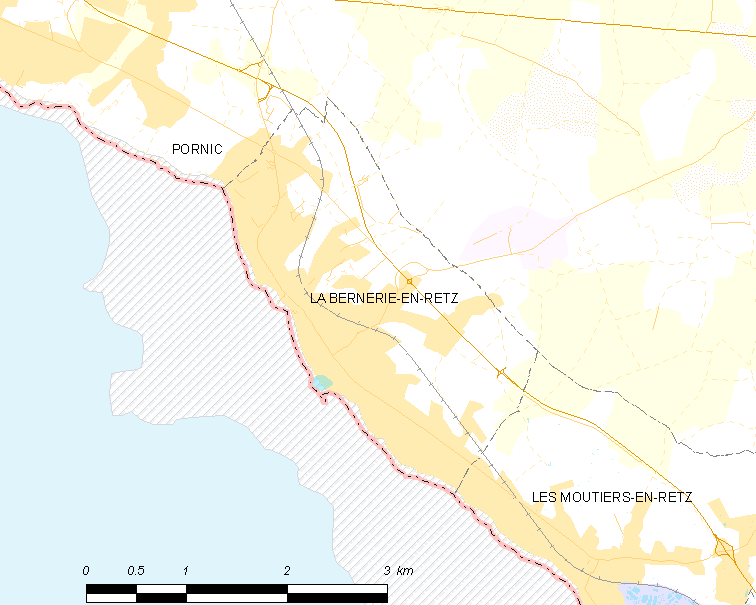
雷地区拉贝尔讷里的OSM定位图

雷地区拉贝尔讷里的时区为UTC+01:00、UTC+02:00（夏令时）。

## 行政
雷地区拉贝尔讷里的邮政编码为44760，INSEE市镇编码为44012。

## 政治
雷地区拉贝尔讷里所属的省级选区为波尔尼克县。

## 人口

1962-2008年间雷地区拉贝尔讷里人口变化图示

雷地区拉贝尔讷里于2022年1月1日时的人口数量为3523人。